# Saint-Agnan (Aisne)
Saint-Agnan era una comuna francesa situada en el departamento de Aisne, de la región de Alta Francia, que el 1 de enero de 2016 pasó a ser una comuna delegada de la comuna nueva de Vallées-en-Champagne al fusionarse con las comunas de Baulne-en-Brie y La Chapelle-Monthodon.

## Demografía
| Gráfica de evolución demográfica de Saint-Agnan entre 1800 y 2014 |
|                                                                   |

Los datos demográficos contemplados en este gráfico de la comuna de Saint-Agnan se han cogido de 1800 a 1999 de la página francesa EHESS/Cassini, y los demás datos de la página del INSEE.